# Rudolf Trost
Rudolf Trost (* 27. srpna 1940 Štýrský Hradec, Rakousko) je bývalý rakouský moderní pětibojař a sportovní šermíř, který kombinoval šerm kordem a fleretem. Začínal s moderním pětibojem, ve kterém startoval na olympijských hrách v roce 1964. V šedesátých a sedmdesátých letech reprezentoval Rakousko v šermu fleretem a kordem, které je součástí moderního pětiboje. Na olympijských hrách startoval v roce 1964, 1968 a 1972 v soutěži jednotlivců a družstev v šermu kordem a v roce 1968 v soutěži jednotlivců v šermu fleretem. V roce 1967 obsadil třetí místo na mistrovství světa v soutěži jednotlivců v šermu kordem.